# Yangfeng (sockenhuvudort i Kina, Henan Sheng, lat 33,13, long 113,85)
Yangfeng är en sockenhuvudort i Kina. Den ligger i provinsen Henan, i den centrala delen av landet, omkring 180 kilometer söder om provinshuvudstaden Zhengzhou. Antalet invånare är 31 376. Befolkningen består av 15 442 kvinnor och 15 934 män. Barn under 15 år utgör 19,0 %, vuxna 15-64 år 69 %, och äldre över 65 år 11,0 %.
Runt Yangfeng är det tätbefolkat, med 319 invånare per kvadratkilometer. Närmaste större samhälle är Hexing, 15,3 km nordost om Yangfeng. Trakten runt Yangfeng består till största delen av jordbruksmark.
Genomsnittlig årsnederbörd är 968 millimeter. Den regnigaste månaden är juli, med i genomsnitt 178 mm nederbörd, och den torraste är januari, med 9 mm nederbörd.